# ブルーイング
ブルーイング（Blueing）とは鋼製品・繊維製品に対する処理の1つである。

## 定義
日本産業規格では以下の通り「ブルーイング」が定義されている。

## 処理内容

### 鋼製品
冷間成形を行う鋼を低温焼なましは青色のテンパーカラーが付くため「ブルーイング」と呼ばれている。この処理を行うことで、鋼を冷間で加工する時に生じた残留応力の除去や加工硬化した材料の機械的性質を改善できる。

### 繊維
紙や繊維などを予め化学的に漂白したとしても、短波長の紫 - 青の可視光線を一部吸光することで純白ではなく黄色を帯びて見えてしまう。そのため、低濃度の青色染料を用いることでより白く見せることができ、この処理が「ブルーイング」と呼ばれている。
実際ブルーイングを行うと全波長域で反射が弱くなるため淡い青灰色を帯びた白色に見えてしまう。そのため、蛍光増白剤を用いて全波長域を反射させてより白く見せる処理が多くなった。